# Braco de Auvérnia
Braco de Auvérnia[Nota] (em francês:  Braque d'Auvergne) é uma raça canina originária da região da Auvérnia, província histórica no centro-sul da França. Apesar do local de origem ter sido atribuído a nação europeia, pouco sabe-se de sua origem. De acordo com alguns historiadores, a raça teria "nascido" na Idade Média pelas mãos dos Templários. Entretanto, para outros, ela teria surgido na região de Malta e migrado para Auvérnia durante as batalhas e campanhas napoleônicas. Após sucessivos cruzamentos artificiais, estes caninos mudaram bastante a aparência através dos séculos, tanto no tamanho, quanto nas cores da pelagem. Quase extinta durante a Segunda Guerra Mundial, foi reconstruída e redefinida. Fisicamente pode chegar a pesar 25 kg e medir 63 cm.